# Robert Pehrson
Robert Pehrson (ur. 27 czerwca 1872 w Oslo – zm. 6 maja 1965 w Ski) – norweski kombinator norweski uczestniczący w zawodach w latach 90. XIX wieku i w latach 1900-1909.
Robert Pehrson zdobył wraz z Paulem Braatenem medal Holmenkollen w 1899.